# Phaenolobus antennator
Phaenolobus antennator är en stekelart som beskrevs av Dmitriy R. Kasparyan och Andrey Ivanovich Khalaim 2007. Phaenolobus antennator ingår i släktet Phaenolobus och familjen brokparasitsteklar. Inga underarter finns listade i Catalogue of Life.